# Dzień ciemności

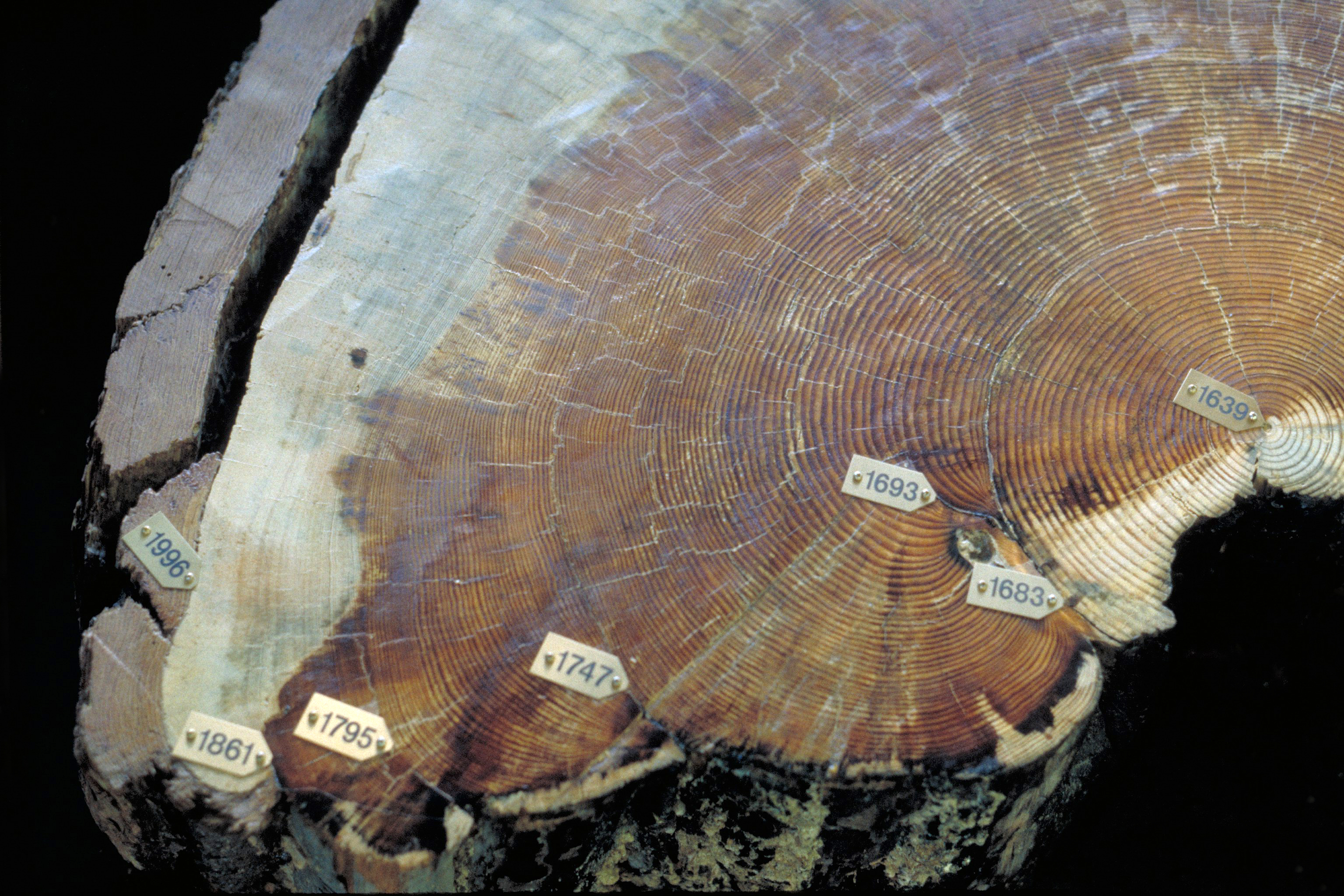
Słoje roczne 357-letniej sosny (Pinus ponderosa) ze śladami pięciu pożarów

Dzień ciemności (ang. New England’s Dark Day, pl. Ciemny Dzień Nowej Anglii) – wydarzenie, do jakiego doszło 19 maja 1780 roku, kiedy w środku dnia nastąpiło całkowite zaciemnienie obserwowane w stanach Nowej Anglii i częściowo w Kanadzie. Główną przyczyną zjawiska były dymy z płonących lasów, gęsta mgła i silne zachmurzenie. Ciemności były tak głębokie, że świece trzeba było zapalać już w południe. Zjawisko ustąpiło dopiero w połowie następnej nocy. Ciemności sięgały od Portland (Maine), na północy aż do New Jersey na południu; objęły także częściowo kanadyjskie prowincje Ontario, południowy Quebec i Nowy Brunszwik. Nie odnotowano ich natomiast w Pensylwanii.

## Postępy
Najwcześniejsze doniesienia o ciemnościach nadeszły z miejscowości Rupert (Nowy Jork), gdzie słońce było niewidoczne już o świcie. Profesor Samuel Williams donosił z Cambridge (Massachusetts): „Ta nadzwyczajna ciemność zaczęła się pomiędzy godziną 10 a 11 i nie ustała do połowy następnej nocy”. Wielebny Ebenezer Parkham z Westborough, Massachusetts odnotował, że najciemniej było „o dwunastej”, ale nie zapisał kiedy zaczęło się ściemniać.
W Harvard College sporządzono raport, zgodnie z którym ściemniać zaczęło się o 10.30, szczyt zaciemnienia miał miejsce o 12.45, a słabnąć zaczęło o 13.10, ale ciemności – choć mniej dotkliwe – trwały do końca dnia. Do Barnstable (Massachusetts) fala mroku dotarła o godz. 14, a szczyt zaciemnienia przypadł na 17.30
O godz. 14, gdy zapadły ciemności w Ipswich (Massachusetts), piały koguty, gwizdały bekasy, kumkały żaby. Świadkowie mówili, że powietrze mocno pachniało spalenizną, a deszcz przyniósł ze sobą drobiny kurzu, popiołu i spalonych liści. Współczesne doniesienia mówiły też, że popioły i pył, jakie wiatr nawiał na część stanu New Hampshire, pokryły ziemię 15-centymetrową warstwą.

## Zjawiska towarzyszące
Przez kilka dni przed opisywanym zjawiskiem słońce nad Nową Anglią było czerwone, a niebo żółte. Kiedy nastąpiło zaciemnienie w wodach rzek i strumieni, a także w deszczówce zauważono sadzę, a więc gdzieś musiały bić w niebo kolumny gęstego dymu. Wreszcie, gdy wróciły normalne noce, księżyc również miał czerwoną barwę. W niektórych miejscach w Nowej Anglii 19 maja 1780 roku padał deszcz, czyli niebo kryły również – choć niewidoczne – chmury.

## Interpretacje religijne
Jako że środki łączności w owych czasach były jeszcze prymitywne, większość ludzi – nie wiedząc co się dzieje gdzie indziej – uznała ciemności za coś zaskakującego i niewyjaśnionego, wielu sięgało więc po proste interpretacje religijnej natury. Członek legislatury stanowej Connecticut, Abraham Davenport, wsławił się swą reakcją na przestrach kolegów, którzy uznali, że oto nadchodzi Sąd Ostateczny:

Jestem przeciwny odroczeniu [obrad]. Niezależnie od tego, czy dzień sądu nadchodzi, czy też nie. Jeśli nie, to nie ma powodu do odroczenia; jeśli tak, wolę być zastanym podczas wypełniania moich obowiązków. Życzę więc sobie, by wniesiono świece.

Odwaga Davenporta została uwieczniona w poemacie „Abraham Davenport” Johna Whittiera.
Również dzisiaj niektórzy chrześcijanie, zwłaszcza Adwentyści Dnia Siódmego przywołując cytat z Biblii: „…słońce się zaćmi i księżyc nie da swego blasku; gwiazdy zaczną padać z nieba…” (Mt, 24:29) uważają, że takie będą znaki powrotu Chrystusa i wierzą, śladem Ellen G. White, że Dzień Ciemności był zapowiedzią spełnienia biblijnych przepowiedni końca tego świata.
Prominentny adwentysta Dnia Siódmego, Arthur Maxwell, powołuje się na to wydarzenie w swej seryjnej The Bible Story (tom 10), jednak postępowi adwentyści odrzucają taką interpretację zjawisk naturalnych. Konserwatywni adwentyści, którzy mają pisarstwo Ellen White w wysokim poważaniu, wciąż wierzą, że wydarzenia z 1780 roku były częścią spełnienia proroctw biblijnych.

## Przyczyny
Prawdopodobną przyczyną dnia ciemności był dym z wielkich pożarów lasów, których zapis jest czytelny w słojach rocznych drzew, które przetrwały wypalenie. Dzięki temu możliwe jest określenie daty pożaru/ów z przeszłości. Badacze szukający takich śladów w prowincji Ontario w Kanadzie wiążą dzień ciemności z wielkim pożarem, jaki miał miejsce w tym czasie właśnie na obszarze dzisiejszego Algonquin Provincial Park.